# The Trials and Tribulations of Russell Jones
The Trials and Tribulations of Russell Jones – trzeci i ostatni album amerykańskiego rapera Ol’ Dirty Bastarda członka Wu-Tang Clan, wydany 19 marca 2002 roku nakładem wytwórni D3 Entertainment. 
Płyta oficjalnie jest uważana za trzeci solowy album rapera, lecz wydana została bez jego nadzoru ponieważ, w tym czasie Ol’ Dirty Bastard odbywał karę w więzieniu.
Album zawiera remiksy utworów z poprzednich płyt rapera i niepublikowane wcześniej utwory.

## Lista utworów
Opracowano na podstawie źródła.
1. Intro - 0:57
  - Producent: Tytanic
2. Caught Up (gośc. Mack 10, Royal Flush) - 3:32
  - Producent: Tytanic
3. Dirty & Stinkin (gośc. Insane Clown Posse) - 3:39
  - Producent: One Eye
4. Dogged Out (gośc. Big Syke, Too $hort) - 4:32
  - Producent: Tytanic
5. Free With Money - 0:08
  - Producent: Tytanic
6. Anybody (gośc. C-Murder, E-40) - 4:19
  - Producent: Tytanic
7. Waitress #13 - 0:15
  - Producent: Tytanic
8. Reunited - 4:05
  - Producent: Tytanic
9. Here Comes The Judge (gośc. Buddha Monk) - 3:43
  - Producent: Tytanic
10. Cute Devils - 0:19
  - Producent: Tytanic
11. I Wanna Fuck (gośc. Royal Flush) - 3:39
  - Producent: Tytanic
12. Highjack - 0:34
  - Producent: Tytanic
13. Lintballz (gośc. Brooklyn Zu, Sunz of Man) - 4:33
  - Producent: Brooklyn Zu
14. Zoo Too - 2:46
  - Producent: Tytanic
15. Anybody (Remix) (gośc. C-Murder, E-40) - 4:28
  - Producent: Tytanic
16. Taking A Shit - 1:11
  - Producent: Tytanic
17. C'Mon - 2:39
  - Producent: Tytanic
18. Dirty & Stinkin' (Remix) (gośc. Insane Clown Posse) - 3:39
  - Producent: Tytanic